# Angelo Barletta
Angelo Barletta (* 11. Februar 1977 in Hanau) ist ein ehemaliger italienisch-deutscher Fußballspieler und heutiger -trainer.

## Karriere als Spieler

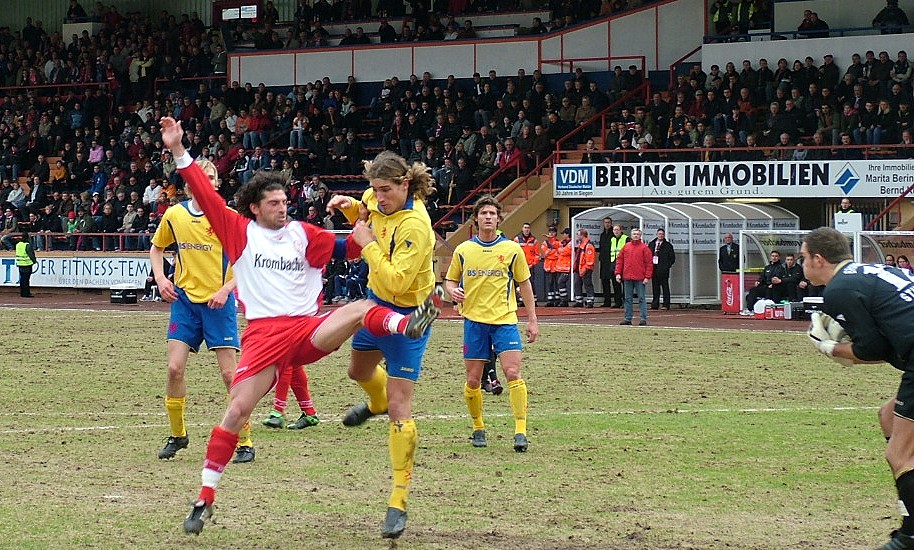
Angelo Barletta im Trikot der Sportfreunde Siegen im Zweikampf mit Jan Tauer, rechts Torwart Thorsten Stuckmann

Angelo Barletta begann seine Karriere beim TSV 1860 Hanau und wechselte später zum VfB Groß-Auheim. Weitere Stationen waren Eintracht Frankfurt, Rot-Weiß Walldorf, Spvgg. 03 Neu-Isenburg und die SG Hoechst. Zwischen 2001 und 2004 spielte er für Kickers Offenbach in der Regionalliga Süd und war dort einer der Leistungsträger und Mannschaftskapitän. 2004 wechselte er zum Zweitligaaufsteiger FC Rot-Weiß Erfurt und wechselte nach dem Abstieg der Thüringer im Jahr 2005 zu Sportfreunde Siegen. Für die Südwestfalen erzielte er in der Saison 2005/06 in 30 Spielen ein Tor. Er wurde vom Trainer Hannes Bongartz zum Mannschaftskapitän ernannt und löste in diesem Amt Peter Németh ab. Nachdem er mit den Siegenern zum zweiten Mal in Folge aus der 2. Fußball-Bundesliga abgestiegen war, wechselte er zum griechischen Zweitligisten Panserraikos. 
Ab 2007 spielte Barletta für den FSV Frankfurt, mit dem er 2008 in die 2. Bundesliga aufstieg. Im Sommer 2009 wechselte er zum Zweitligaabsteiger VfL Osnabrück. Dort gelang ihm am 27. Oktober 2009 im Achtelfinale des DFB-Pokals das Tor des Monats. Am 8. Mai 2010 feierte Barletta mit Osnabrück den Meistertitel der 3. Liga und damit den Wiederaufstieg in die 2. Liga. Nach nur einem Jahr musste er mit dem VfL am Ende der Saison 2010/11 durch eine Niederlage im Relegationsspiel gegen Dynamo Dresden wieder absteigen.
Zur Saison 2011/12 wechselte Barletta in die Regionalliga West und unterschrieb einen Vertrag bei der TuS Koblenz bis 2013. In Koblenz sollte er als Führungsspieler eine junge Mannschaft zum Klassenerhalt führen. Im Laufe des Sommers 2012 erlitt Barletta einen schweren Bandscheibenvorfall und musste seine Karriere beenden.

## Karriere als Trainer
Barletta blieb in Koblenz und wurde als Trainer im Verein angestellt. Er arbeitete als Co-Trainer für die 1. Mannschaft und betreute die U-19 Mannschaft des Vereins. Im Januar 2014 kehrte er zu seinem früheren Klub Kickers Offenbach zurück und spielte bis Saisonende für dessen 2. Mannschaft in der Oberliga.
Ab 1. Juli 2014 war Barletta Spielertrainer des Hessenligisten SC Viktoria Griesheim, den er zwei Jahre lang betreute. Im Sommer 2016 übernahm er den Posten des Trainers beim Ligarivalen FC Bayern Alzenau. In der Saison 2018/19 führte Barletta den Verein als Zweiter der Hessenliga und durch zwei Unentschieden in der Relegation gegen den SV Röchling Völklingen und die Stuttgarter Kickers in die Regionalliga Südwest.
Im Dezember 2019 wechselte Barletta zu Ligakonkurrent Kickers Offenbach. Am 30. Dezember 2020 wurde er nach zwei Niederlagen in Folge, aber auf Tabellenplatz vier stehend, als Cheftrainer in Offenbach entlassen und durch Sreto Ristić ersetzt.
Am 10. Mai 2021 wurde bekanntgegeben, dass Barletta ab der Saison 2021/22 neuer Cheftrainer beim FSV Frankfurt in der Regionalliga Südwest wird. Seit Januar 2022 ist er wieder Trainer bei Alzenau.